# Men Without Hats
Men Without Hats — канадская музыкальная группа. Фронтменом и вокалистом группы является Иван Дорощук. Они достигли наибольшей популярности в 1980-х годах с песнями «The Safety Dance» (ставшей всемирным хитом) и «Pop Goes The World».

## История

### Ранняя карьера
Группа Men Without Hats была изначально образована в Монреале в 1977 году как панк-рок-группа с участием Ивана Дорощука (вокал), Пита Сибрука (гитара), Дэйва Хилла (бас) и Джона Гуррина (ударные). В 1980 году Дорощук дал название «Men Without Hats» новой музыкальной группе, которую он образовал с Жереми Арроба (вокал, клавишные) и его братьями Стефаном Дорощуком (бас) и Колином Дорощуком (гитара).
Их первым релизом стал мини-альбом «Folk of the 80's». В это время группа сменила направление с панк-рока на нью-вейв.
Вскоре после выпуска дебютного релиза клавишник Роман Мартин ушёл из группы, и его заменил Жан-Марк Пизапиа, который пробыл в группе относительно недолго. После ухода из неё он основал группу The Box.

### Международный успех
В 1982 году группа выпускает свой дебютный альбом «Rhythm of Youth». Вскоре песня The Safety Dance, вошедшая в альбом, стала хитом в Канаде. Позже песня попала в чарты США, проведя четыре недели на 3-м месте в Billboard Hot 100 и стала главным хитом в британском чарте синглов, достигнув 6-го места.
В 1984 году группа выпускает свой второй альбом: «Folk of the 80's (Part III)». Даже несмотря на то, что главный сингл альбома, «Where Do The Boys Go?», был хитом в Канаде, альбом не мог сравниться с международным успехом альбома «Rhythm of Youth».
Через три года, в 1987 году группа выпустила альбом «Pop Goes The World», одноимённая песня из которого вскоре также станет хитом.
Следующий альбом группы, «The Adventures of Women & Men Without Hate in the 21st Century», выпущенный в 1989 году, включает в себя кавер на песню «SOS» группы ABBA.
Альбом Sideways 1991 года, в котором преобладали электрогитары вместо клавишных, показал совершенно другое звучание группы, отчасти основанное на знакомстве Ивана с группой «Nirvana». По словам Ивана, «у нас были контрактные обязательства на ещё один альбом с Polygram, поэтому я сказал им, что мы возьмём половину выделенного бюджета, если они позволят нам сделать запись, которую я хотел… поэтому мы записали эту запись, ориентированную на гитары, но Polygram были в ужасе. „группа Men Without Hats без клавишных попросту не работает“, — заявили они, и на этом история с Polygram закончилась».
Группа официально распалась в 1993 году после неудачи в карьере из-за того, что не удалось привлечь другой американский лейбл из-за негативных оценок альбома Sideways.

### Проекты 1990-х и 2000-х
После распада группы Иван вместе с клавишником Брюсом Мёрфи в 1993 году записал несколько демо-треков для концептуального альбома под названием UFO’s are Real, который так и не был выпущен. В 1999 году под именем «MacKenzie-Parker Gang» Стефан и Мак Маккензи (участники канадской кантри-группы Three O’Clock Train) выпустили постмодернистский альбом Ride for Glory.
После десятилетнего перерыва в ноябре 2003 года был выпущен альбом «No Hats Beyond This Point», вернувший группу к их раннему стилю. В интервью примерно во время релиза группа упомянула тур в поддержку релиза и планы на выпуск бокс-сета, посвящённого ранним годам группы, который должен был включать мини-альбомы «Folk of the 80's» и «Freeways», первые два альбома группы, концерт, который транслировался по телевидению в 1985 году, неизданные демо и ремиксы на «The Safety Dance». Однако ничего из этого не произошло, и в начале 2004 года группа снова распалась.

### Возрождение группы в 2010 г.
В 2010 году Иван возродил группу «Men Without Hats» как фронтмен и вокалист, и к нему присоединились бэк-музыканты, которых он нанял на прослушиваниях. Группа дебютировала 24 сентября 2010 года на музыкальном фестивале Rifflandia в Виктории, исполнив десять песен из бэк-каталога группы. Возрождённая группа была описана газетой «Austin American-Statesman» как «просто Иван Дорощук и какие-то наёмники», а Стефан описал возрождённую группу как «трибьют-группу». Несмотря на эту первоначальную реакцию, тур группы «Dance If You Want Tour» открылся в марте 2011 года на мероприятии South by Southwest и оказался хорошо посещаемым и положительно принятым выступлением.
В июне 2011 года Иван сообщил публике, что группа будет записывать новый студийный альбом. Первоначально альбом должен был называться «Folk of the 80’s (Part IV)», но в марте 2012 года группа разместила в Facebook сообщение, что вместо этого он будет называться «Love in the Age of War» и будет выпущен этим летом. Альбом вышел в июне 2012 года и был положительно оценён.
28 января 2020 года Иван объявил, что работает над продолжением альбома «Love in the Age of War» под названием «Men Without Hats Again» (в двух частях). Новый состав группы записал два студийных альбома в Ванкувере в период с июля 2020 года по январь 2021 года, которые будут выпущены отдельно в 2021 и 2022 годах на новом лейбле группы Sonic Envy.

## Дискография

### Студийные альбомы
- Rhythm of Youth (1982)
- Folk of the 80's (Part III) (1984)
- Pop Goes the World (1987)
- The Adventures of Women & Men Without Hate in the 21st Century (1989)
- Sideways (1991)
- No Hats Beyond This Point (2003)
- Love in the Age of War (2012)
- Again, Part 2 (2022)

### Сборники
- Collection (1996)
- Greatest Hats (1997)
- The Very Best of Men Without Hats (1997)
- My Hats Collection (2006)
- The Silver Collection (2008)

### Мини-альбомы
- Folk of the 80's (1980)
- Freeways (1985)
- Again, Part 1 (2021)